# Plasencia de Antioquía
La reina Plasencia de Chipre, nacida Plasencia de Antioquía o Plasencia de Poitiers (1235/1236 – 22/27 de septiembre de 1261), era hija de Bohemundo V de Antioquía y su segunda esposa, la noble italiana Lucía de Segni, pariente del Papa Inocencio III. Se convirtió en reina consorte y reina regente del reino de Chipre y regente del reino de Jerusalén en representación de su hijo Hugo II de Chipre  hasta su muerte en 1261.

## Biografía
Contrajo matrimonio inicialmente en 1250 con Enrique I de Chipre, quien fallece en 1253. Su hijo el infante Hugo II, se convierte en rey de Chipre con Plasencia como regente. Plasencia se casa nuevamente con Balián de Ibelín, señor de Arsuf, hijo de Juan de Ibelín, señor de Arsuf, pero luego se divorcian y hacen anular el matrimonio en 1258.
El rey oficial de Jerusalén en esa época era Conrado de Hohenstaufen, quien estaba ausente y fallece en 1254, y su título pasa a su hijo Conradino, también residente en Alemania. El cargo de regente le correspondía por derecho de nacimiento a Hugo que era menor, quien era el sucesor y heredero inmediato de Conradino a ser el próximo rey si Conradino no tenía descendencia propia. En 1258, el hermano de Plasencia Bohemundo VI de Antioquía lleva a Hugo y a Plasencia a Acre y exige que sean reconocidos como rey y regente de Jerusalén respectivamente, alegando que Conradino desde Alemania no podía administrar el reino. Juan de Ibelín (conde de Jaffa), los caballeros Templarios, y los caballeros Teutónicos apoyan esta moción, mientras que los caballeros Hospitalarios y otros juristas se oponen ya que aún deseaban que Conradino fuera reconocido rey, aunque no estuviera presente en el reino.
Plasencia, apoyada por la mayoría de los nobles, fue designada regente, ella luego designa a su ex suegro Juan de Arsuf para que gobernara como bailío en lugar de ella; él ya se había desempeñado como bailío antes de la llegada de ella y tanto Bohemundo como Juan de Jaffa habían tenido la esperanza que con la presencia de Plasencia y Hugo no hubiera necesidad de otro bailío. La pelea sin embargo continúa y el Papa Alejandro IV envió a los genoveses para intentar resolver el diferendo; Juan de Jaffa convence a Bohemundo y a Plasencia de unir a Jerusalén, Antioquia, y Trípoli contra ellos. En 1260 (un futuro papa) Jacques Pantaleon alto funcionario eclesiástico llega para ocupar la vacante de patriarca, con la esperanza de resolver la crisis. Aparentemente hacia esta época Plasencia se convierte en amante de Juan de Jaffa, contrariando los deseos del nuevo patriarca. Es posible que el papa Urbano haya escrito la bula papal Audi filia et a Plasencia expresando su desaprobación sobre esta relación.